# 格雷格·通克斯
格雷格·通克斯（英語：Greig Tonks；1989年5月20日—）是一位蘇格蘭橄欖球運動員。他是蘇格蘭國家橄欖球隊的一員，代表蘇格蘭參加了2015年橄欖球六國賽。